# Owch Gonbad-e Khān
Owch Gonbad-e Khān (persiska: وچگُنبَدِ خان, اوچ گنبد خان, Ūchgonbad-e Khān) är en ort i Iran.   Den ligger i provinsen Kurdistan, i den nordvästra delen av landet, 300 km väster om huvudstaden Teheran. Owch Gonbad-e Khān ligger 1 795 meter över havet och antalet invånare är 330.
Terrängen runt Owch Gonbad-e Khān är kuperad åt sydost, men åt nordväst är den platt.Runt Owch Gonbad-e Khān är det ganska glesbefolkat, med 23 invånare per kvadratkilometer. Närmaste större samhälle är Chālāb, 13,0 km nordost om Owch Gonbad-e Khān. Trakten runt Owch Gonbad-e Khān består i huvudsak av gräsmarker.